# Бамбергер, Рудольф
Рудольф Ба́мбергер (нем. Rudolph Bamberger; 4 февраля 1821, Майнц — 7 июня 1900, Баден-Баден) — банкир, гессенский политик, депутат второй палаты сословного собрания великого герцогства Гессен.

## Биография
Рудольф Бамбергер — сын еврейского коммерсанта и банкира из Боденхайма Аарона Якоба Августа Бамбергера (1790—1858) и его супруги Амалии, урождённой Бишофсхайм (1802—1877). В семье было ещё шестеро детей, в том числе и известный банкир и политик Людвиг Бамбергер. Рудольф Бамбергер женился в Бонне на Берте Зелигман. Их сын Франц Бамбергер в 1911 году также избирался в гессенский ландтаг. Их дочь Мария вышла замуж за офтальмолога Людвига Лакера.
Рудольф Бамбергер управлял основанным отцом Августом банковским домом Bamberger & Co. в Майнце. В 1879 году служил торговым судьёй при земельном суде в Майнце, в 1891 году получил звание коммерческого советника. В 1866—1872 годах Рудольф Бамбергер являлся депутатом второй палаты сословного собрания в Гессене и состоял в Германской прогрессистской партии.